# Weltkriegssammlung
Eine Weltkriegssammlung ist eine Sammlung von verschiedenen Materialien zur Dokumentation des Ersten Weltkriegs. Viele dieser Einrichtungen nahmen ihre Sammeltätigkeit schon während des Krieges auf.

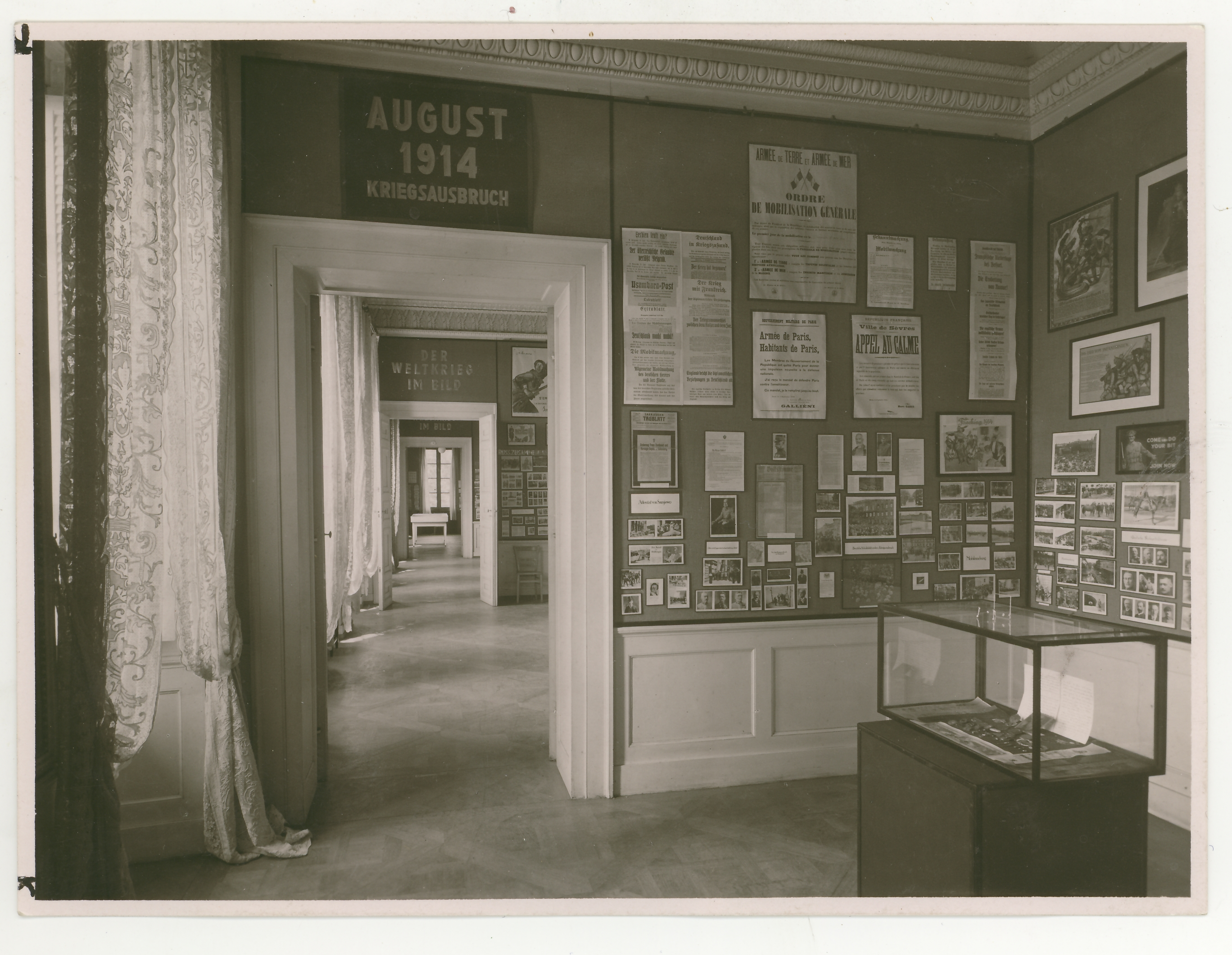
Ausstellungsraum der Weltkriegsbücherei von Richard Franck im Schloss Rosenstein, Stuttgart

## Geschichte
In so genannten Weltkriegssammlungen trugen Bibliotheken, Archive, Museen, wissenschaftliche Forschungseinrichtungen und auch Privatpersonen alles zusammen, was in irgendeiner Weise mit dem Ersten Weltkrieg in Verbindung stand. So entstanden ab 1914 zahlreiche mehr oder weniger umfangreiche Sammlungen mit einschlägigen Büchern, Tageszeitungen, Plakaten und Flugschriften. Ergänzt wurden sie durch militärische Artefakte, Notgeld, Fotografien und Feldpost. Der Anspruch war die möglichst umfassende und lückenlose Dokumentation dieses Konflikts.
Ein Grund für das zeitgenössische Bestreben, den Ersten Weltkrieg so umfänglich wie möglich zu dokumentieren, war unter anderem die Tatsache, dass in diesem Krieg zum ersten Mal das Wort als Waffe in Form von Propaganda in großem Maße eingesetzt wurde. Über mehrere Jahre hinweg wurden alle Medien – von Zeitung, Zeitschriften, Büchern, Fotografien bis hin zum Liedgut – zur Information und Meinungslenkung eingesetzt. So entstand eine zeitgenössische Wahrnehmung dieses Krieges als „Krieg der Worte“ bzw. „Papierkrieg“. Zu den bereits bekannten Printmedien kamen neue Typen aus der Druckgrafik (Fotografie und Bildplakate) hinzu. Für die Soldaten an der Front wurden Feldzeitungen und Fliegerabwurfblätter gedruckt. Diese Fülle an Materialien wurde möglichst lückenlos gesammelt, um in späteren Zeiten ein möglichst vollständiges Bild des Weltkriegs abgeben zu können.
Nach dem Krieg wurden die Kriegssammlungen der meisten sammelnden Institutionen archiviert und größtenteil vergessen. Viele wurden erst bei Recherchen zum Jubiläumsjahr 2014 wiederentdeckt. Es gab allerdings auch Ausnahmen, wie die Weltkriegsbücherei von Richard Franck, die sich nach Kriegsende der Bekämpfung des als ungerecht empfundenen Versailler Vertrags und der Kriegsschuldfrage widmete.
Für das heutige Deutschland (Stand: 07/2014) gibt es seit Anfang 2014 ein Webportal zu den entsprechenden Kriegssammlungen, „das 235 Sammlungen des Ersten Weltkriegs und die ihnen bis heute verbliebenen Sammlungsmaterialien nachweist“.

## Liste von Weltkriegssammlungen
Bedeutende Weltkriegssammlungen waren und sind:
- Weltkriegssammlung (Deutsche Nationalbibliothek), 1914 angelegte Weltkriegssammlung der Deutschen Nationalbibliothek (DNB)[3]
- Weltkriegssammlung, die im Dezember 1914 in Hannover initiierte Sammlung als „Denkmal großer zeit- und vaterländischer Gesinnung“[4]
- Weltkriegssammlung der Stadt Wien[5]
- Weltkriegsbücherei, die 1915 vom Industriellen Richard Franck zunächst in Berlin gegründet, später nach Stuttgart verlegt wurde. Die Bücherei wurde nach dem Krieg in Bibliothek für Zeitgeschichte umbenannt und ist seit dem Jahr 2000 eine Abteilung der Württembergischen Landesbibliothek.[6]
- Europeana 1914–1918, virtuelle Bibliothek,[7] auch vernetzt mit Trove (National Library of Australia), DigitalNZ (Neuseeland), Canadiana, DPLA (USA)
- Die Bayerische Staatsbibliothek katalogisierte alle zum Weltkrieg erschienenen Publikationen unter der Signatur H.un.app. Diese ist durch einen separaten Mikrofiche-Katalog und über die erweiterte Suche im OPAC erschlossen.